# نیلوفرهای آبی (فیلم)
نیلوفرهای آبی (فرانسوی: Naissance des Pieuvres‎) فیلمی در ژانر درام است که در سال ۲۰۰۷ منتشر شد.